# Селевк (лунный кратер)
Кратер Селевк (лат. Seleucus) — крупный ударный кратер в западной части Океана Бурь на видимой стороне Луны. Название присвоено в честь античного (эллинистического месопотамского) философа и астронома Селевка (ок. 190 до н. э. — после 150 до н. э.) и утверждено Международным астрономическим союзом в 1935 г. Образование кратера относится к позднеимбрийскому периоду.

## Описание кратера
Ближайшими соседями кратера являются кратер Эддингтон на западе; кратер Бригс на севере-северо-западе; кратер Скиапарелли на востоке-северо-востоке и кратер Крафт на юго-западе. Селенографические координаты центра кратера 21°05′ с. ш. 66°40′ з. д. / 21,09° с. ш. 66,66° з. д., диаметр 45,0 км, глубина 2870 м.
Кратер Селевк имеет циркулярную форму с небольшой впадиной в южной части и практически не разрушен. Вал с четко очерченной острой кромкой и узким внешним склоном. Внутренний склон ярко выраженной террасовидной структуры, в западной части отмечен маленьким чашеобразным кратером. У подножия западной части внутреннего склона расположена концентричная по отношению к валу борозда. Высота вала над окружающей местностью достигает 1060 м, объем кратера составляет приблизительно 1400 км³. Дно чаши пересеченное в южной и ровное в северной части. В центре чаши находится пик высотой около 260 м. Восточнее центрального пика расположены несколько одиночных пиков. По касательной к юго-восточной части вала проходит светлый луч от кратера Глушко расположенного в 500 км на юго-западе, по этой причине кратер ошибочно включен в список кратеров с яркой системой лучей Ассоциации лунной и планетарной астрономии (ALPO).
Узость внешнего склона вала кратера Селевк и крутизна перехода от поверхности Океана Бурь к склону кратера свидетельствует о том, что кратер образовался раньше затопления Океана Бурь последними слоями базальтовой лавы.

## Сателлитные кратеры
| Селевк | Координаты                                            | Диаметр, км |
| ------ | ----------------------------------------------------- | ----------- |
| A      | 22°02′ с. ш. 60°31′ з. д. / 22,04° с. ш. 60,52° з. д. | 6,4         |
| E      | 22°26′ с. ш. 63°55′ з. д. / 22,43° с. ш. 63,92° з. д. | 4,0         |

## Места посадок космических аппаратов
- 24 декабря 1966 года приблизительно в 120 км к востоку-юго-востоку от кратера Селевк, в точке с селенографическими координатами 18°31′ с. ш. 62°02′ з. д. / 18,52° с. ш. 62,04° з. д.G, совершила посадку советская автоматическая межпланетная станция «Луна-13».

## См.также
- Список кратеров на Луне
- Лунный кратер
- Морфологический каталог кратеров Луны
- Планетная номенклатура
- Селенография
- Минералогия Луны
- Геология Луны
- Поздняя тяжёлая бомбардировка